# Três Coroas
Três Coroas est une ville brésilienne de la mésorégion métropolitaine de Porto Alegre, capitale de l'État du Rio Grande do Sul, faisant partie de la microrégion de Gramado-Canela et située à 91 km au nord-est de Porto Alegre. Elle se situe à une latitude de 29° 31′ 03″ sud et à une longitude de 50° 46′ 43″ ouest, à 60 m d'altitude. Sa population était estimée à 22 905 en 2007, pour une superficie de 186 km2. L'accès s'y fait par les RS-020 et RS-115.
Le lieu tire son nom d'un pin Araucaria à trois troncs qui donnaient chacun l'apparence d'une couronne (três = "trois" ; coroas = "couronnes").
La population est majoritairement descendante d'Allemands, mais aussi d'Italiens, les premiers arrivés en 1851 et les seconds au début du XXe siècle.
La principale activité économique de la commune est l'industrie du cuir. La petite agriculture y est aussi très développée. Un centre de traitement des déchets industriels dangereux s'est mis en place.
Du côté culturel, se trouve sur le territoire de la municipalité le Centre bouddhiste Khadro Ling situé au cœur d'une zone naturelle boisée et préservée.

## Villes voisines
- Gramado
- Canela
- São Francisco de Paula
- Taquara
- Igrejinha
- Santa Maria do Herval